# Karen Dotrice
Karen Dotrice (* 9. November 1955 auf Guernsey, Kanalinseln) ist eine britische Schauspielerin, die hauptsächlich durch ihre Kinderrolle als Jane Banks in der Walt-Disney-Verfilmung von Mary Poppins bekannt wurde.

## Leben
Karen Dotrice ist die Tochter von Roy und Kay Dotrice, zweier Shakespeare-Schauspieler, die sich während einer Theaterproduktion kennengelernt hatten. Karen Dotrices Schwestern Michele und Yvette sind ebenfalls Schauspielerinnen. Ihr Pate war der Schauspieler Charles Laughton. Weil sie zwar auf den Kanalinseln geboren wurde, ihre Kindheit jedoch in England verbrachte, nennt sie sich selber eher englisch als britisch.
Dotrice war ein Kleinkind, als ihr Vater 1957 am Shakespeare-Memorial-Theater (später Royal Shakespeare Company) anfing. Im Alter von vier Jahren gab sie ihr Debüt in der Royal-Shakespeare-Company-Produktion von Bertolt Brechts Der kaukasische Kreidekreis. Ein Disney-Scout sah sie und brachte sie nach Burbank, wo sie Walt Disney kennenlernte. So bekam sie ihre bekannteste Rolle in Mary Poppins.
In der Serie Das Haus am Eaton Place spielte sie in der 5. Staffel das Haus- und Stubenmädchen Lily. Allerdings ist sie nicht in jeder Folge zu sehen und verlässt die Serie ca. in der Mitte der Staffel. Sie zog sich 1984 aus dem Showbusiness zurück, um sich mehr auf ihre Rolle als Mutter ihrer drei Kinder aus zwei Ehen zu konzentrieren. 
Im Jahr 2004 wurde sie mit der Disney-Legends-Auszeichnung geehrt, den auch ihr früh verstorbener Partner im Mary-Poppins-Film, Matthew Garber, posthum erhielt.

## Filmografie (Auswahl)
- 1963: Die drei Leben des Thomasina (The Three Lives of Thomasina)
- 1964: Mary Poppins
- 1967: Die abenteuerliche Reise ins Zwergenland (The Gnome-Mobile)
- 1975: Bellamira (Fernsehfilm)
- 1975: Das Haus am Eaton Place (Upstairs, Downstairs, Fernsehserie, 6 Folgen)
- 1976: Dickens of London (Miniserie, Teil 4–5)
- 1977: Die Abenteuer des Joseph Andrews (Die Abenteuer des Joseph Andrews)
- 1978: Die 39 Stufen (The Thirty Nine Steps)
- 1982: Die Zeitreisenden (Voyagers!, Fernsehserie, Folge 1x07)
- 2005: Young Blades (Fernsehserie, Folgen 1x10, 1x13)
- 2018: Mary Poppins’ Rückkehr (Mary Poppins Returns)